# Hylarana amnicola
Hylarana amnicola är en groddjursart som beskrevs av Perret 1977. Hylarana amnicola ingår i släktet Hylarana och familjen egentliga grodor. IUCN kategoriserar arten globalt som livskraftig. Inga underarter finns listade i Catalogue of Life.